# Olympus E-500
Die Olympus E-500 ist die dritte Kamera, die im von Olympus und Kodak entwickelten Four-Thirds-Standard gefertigt wurde. Ihre Markteinführung erfolgte im November 2005. Diese digitale Spiegelreflexkamera verfügt über einen 8-Megapixel-Sensor.
Da sie kompatibel zum von Olympus entwickelten E-System ist, steht für die Kamera eine Palette an Zuiko-Objektive zur Verfügung. Die E-500 hat einen 2,5 Zoll großen Monitor mit 215.250 Pixel und einen Ultraschall-Staubfilter (Supersonic Wave Filter), der Staubpartikel durch Ultraschall vom Bildsensor entfernt.
Im JPG-Format sind Serienbildaufnahmen möglich, bis die Speicherkarte voll ist. Bei den Formaten RAW und TIFF werden maximal 2,5 Bilder/sec und bis 4 Bilder in Folge erreicht.
Die Kamera besitzt zwei Speicherkartenslots. Während der erste Slot Speicherkarten vom Typ CF I, CF II und IBM-Microdrive unterstützt, kann der zweite Slot die von Olympus und Fuji entwickelten xD-Picture-Cards aufnehmen. Über beide Slots können Daten ausgetauscht werden. Die Kamera wiegt 435 g.